# Língua isotsitaal
Isotsitaal, também chamada Tsotsitaal, isiCamtho ou Flai (fly) Taal, é uma variedade linguística que já foi muito falada nas comunidades urbanas (“Townships”) da África do Sul, como, por exemplo, Soweto da província Gauteng. É também utilizada em Pretória e Bloemfontein.

## Características
Trata-se de um pidgin ou, melhor ainda de uma combinação diversificada de diversas línguas sul-africanas, tais como zulu, sesoto e tswana. Também deve muito à africâner, embora seus falantes não a entendam bem.
Tsotsitaal sofreu também influências do inglês, de línguas bantas e de outros idiomas desse país multilíngue, como, por exemplo, do italiano e do suaíle. 

## História
Teria surgido nas minas de ouro do Transvaal por volta de 1885, “crioulizou-se” em 1930 e entrou em decadência a partir dos anos 70 e 80, estando em via de extinção, exceto pelo que se expõe na seção “Música Kwaito” a seguir.
Já teve, segundo Gilbert & Makhudo (2004), dezenas de milhares de falantes primários e centenas de milhares de falantes como segunda língua.
Era muito falada nas áreas urbanas, tendo surgido, segundo muitas opiniões, para facilitar a comunicação entre falantes de diversos idiomas diferentes. Originalmente era associada com a subcultura da criminalidade (“tsotsi” se refere ao meliante urbano), mas teve seu reconhecimento e expansão a partir da popularidade da música kwaito.

## Nome
Tsotsi é um gíria sesoto para “ladrão”, “punguista” (talvez a partir do verbo ho tsotsa, “afiar”, modificado em significado mais modernamente para “persuadir”, “enganar”) e taal que é um palavra africâner que significa “língua”. Lembrar ainda que *Tsotsi foi o filme sul-africano vencedor do Oscar de melhor filme estrangeiro em 2005.
Seu outro nome, isiCamtho, vem do zulu, numa combinação do prefixo classe 7 “isi” (idioma – gênero gramatical) com o substantivo sesoto derivado de ukucamtha, “conversar”.

## Música Kwaito
Com o final do Apartheid na África do Sul em 1994, os artistas da música popular ‘’’Kwaito’’’ aderiram ao uso do Tsotsitaal nas suas letras. Pela sua má reputação associada à subcultura criminal de gangues, o Tsotsitaal ou isiCamtho ainda é visto por muitos sul-africanos como uma gíria do banditismo. 
Porém, com a maior presença de negros na classe média e na elite da África do Sul após o desaparecimento do Apartheid, aliada ao maior significado da extração do ouro na história e cultura do país, as atitudes com relação ao ‘’’Kwaito’’’ mudaram pela associação do ouro a sucesso e bem estar. Por sua forma e natureza urbanas, Tsotsitaal passou a ser emblemática nas atitudes dos jovens pobres negro depois do fim do Apartheid, os quais jovens eram bastante despolitizados e preocupados apenas em obter bem estar e sucesso material.